# Tavi Gevinson
Tavi Gevinson (Chicago, 21 aprile 1996) è una blogger, scrittrice e attrice statunitense.

## Biografia
Tavi Gevinson è nata a Chicago il 21 aprile 1996, da un padre insegnante e una madre sarta. Ha studiato alla Oak Park and River Forest High School. Nel 2008, all’età di dodici anni, ha aperto il suo fashion blog, Style Rookie. Da quel blog è nata la sua carriera. Nello stesso anno è stata intervistata dal The New York Times sui giovani blogger. Proprio per la fama del suo blog, la Gevinson, successivamente, è stata invitata a numerose sfilate ed eventi di moda. 
Ha fatto il suo debutto da attrice nel 2013, interpretando il ruolo di Chloe nel film Non dico altro.
Nel 2015 ha recitato in un episodio della serie televisiva Scream Queens.

## Filmografia

### Cinema
- Non dico altro (Enough Said), regia di Nicole Holofcener (2013)
- Iris, regia di Albert Maysles (2014)
- Person to Person, regia di Dustin Guy Defa (2017)
- Shortcomings, regia di Randall Park (2023)

### Televisione
- Parenthood – serie TV, episodio 5x22 (2014)
- Scream Queens – serie TV, episodio 1x07 (2015)
- The Twilight Zone – serie TV, episodio 2x7 (2020)
- Gossip Girl – serie TV, 22 episodi (2021-2023)
- American Horror Story – serie TV, 5 episodi (2023-2024)

### Doppiatrice
- I Simpson (The Simpsons) – serie animata, episodio 25x19 (2014)
- Neo Yokio – serie animata, 7 episodi (2017)
- Neo Yokio: Pink Christmas – speciale TV (2018)

## Teatro
- Les Misérables (Circle Theatre, 2009)
- Il crogiuolo (Walter Kerr Theatre, 2016)
- Il giardino dei ciliegi (Broadway, 2016)
- Il membro del matrimonio (Williamson Theatre Festival, 2018)
- Assassins (Classic Stage Company, 2020)

## Doppiatrici italiane
Nelle versioni in italiano delle opere in cui ha recitato, Tavi Gevinson è stata doppiata da:
- Joy Saltarelli in Non dico altro
- Eva Padoan in Scream Queens
- Valentina Favazza in Gossip Girl
- Lorena Pavia in American Horror Story

Come doppiatrice è stata sostituita da:
- Chiara Oliviero in Neo Yokio